# E-Prix di Montréal 2017
L'E-Prix di Montréal 2017 è stata l'ultima prova del Campionato di Formula E 2016-2017.

## Prima della gara
- Dopo aver saltato l'E-Prix di New York Buemi e Lopez tornano al volante delle loro monoposto.

## Risultati

### Gara 1

#### Qualifiche
| Pos.                        | No. | Pilota                 | Team             | Tempo    | Distacco | Griglia |
| --------------------------- | --- | ---------------------- | ---------------- | -------- | -------- | ------- |
| 1                           | 11  | Lucas Di Grassi        | Audi Sport ABT   | 1:22.869 | —        | 1       |
| 2                           | 9   | Sébastien Buemi        | e.Dams-Renault   | 1:23.065 | +0.196   | 12      |
| 3                           | 33  | Stéphane Sarrazin      | Techeetah        | 1:23.179 | +0.310   | 2       |
| 4                           | 8   | Nico Prost             | e.Dams-Renault   | 1:23.330 | +0.461   | 4       |
| 5                           | 19  | Felix Rosenqvist       | Mahindra         | 1:24.351 | +1.482   | 3       |
| 6                           | 25  | Jean-Éric Vergne       | Techeetah        | 1:23.398 | —        | 5       |
| 7                           | 20  | Mitch Evans            | Jaguar           | 1:23.532 | +0.134   | 6       |
| 8                           | 47  | Adam Carroll           | Jaguar           | 1:23.869 | +0.471   | 7       |
| 9                           | 88  | Oliver Turvey          | NextEV NIO       | 1:23.923 | +0.525   | 8       |
| 10                          | 4   | Tom Dillmann           | Venturi          | 1:23.931 | +0.533   | 9       |
| 11                          | 6   | Loïc Duval             | Dragon Racing    | 1:23.999 | +0.601   | 10      |
| 12                          | 66  | Daniel Abt             | Audi Sport ABT   | 1:24.302 | +0.904   | 11      |
| 13                          | 27  | Robin Frijns           | Andretti         | 1:24.622 | +1.224   | 13      |
| 14                          | 23  | Nick Heidfeld          | Mahindra         | 1:24.769 | +1.271   | 14      |
| 15                          | 28  | António Félix da Costa | Andretti         | 1:24.805 | +1.307   | 15      |
| 16                          | 37  | José María López       | DS Virgin Racing | 1:25.297 | +1.799   | 16      |
| 17                          | 5   | Maro Engel             | Venturi          | 1:25.369 | +1.871   | 17      |
| 18                          | 2   | Sam Bird               | DS Virgin Racing | 1:25.770 | +2.273   | 18      |
| 19                          | 3   | Nelson Piquet Jr.      | NextEV NIO       | 1:26.165 | +2.668   | 19      |
| Tempo limite 107%: 1:28.670 |     |                        |                  |          |          |         |
| 20                          | 7   | Jérôme d'Ambrosio      | Dragon-Penske    | 1:36.580 | +12.683  | 20      |
| Fonte:                      |     |                        |                  |          |          |         |

#### Gara
| Pos.    | No. | Pilota                 | Team           | Giri | Tempo/Ritiro | Griglia | Punti |
| ------- | --- | ---------------------- | -------------- | ---- | ------------ | ------- | ----- |
| 1       | 11  | Lucas Di Grassi        | Audi Sport ABT | 35   | 56:55.592    | 1       | 28    |
| 2       | 25  | Jean-Éric Vergne       | Techeetah      | 35   | +0.350       | 5       | 18    |
| 3       | 33  | Stéphane Sarrazin      | Techeetah      | 35   | +7.869       | 2       | 15    |
| 4       | 66  | Daniel Abt             | Audi Sport ABT | 35   | +8.592       | 11      | 12    |
| 5       | 2   | Sam Bird               | Virgin         | 35   | +8.913       | 18      | 10    |
| 6       | 8   | Nico Prost             | e.Dams-Renault | 35   | +10.058      | 4       | 8     |
| 7       | 20  | Mitch Evans            | Jaguar         | 35   | +10.457      | 6       | 6     |
| 8       | 27  | Robin Frijns           | Andretti       | 35   | +15.836      | 13      | 4     |
| 9       | 19  | Felix Rosenqvist       | Mahindra       | 35   | +16.764      | 3       | 2     |
| 10      | 4   | Tom Dillmann           | Venturi        | 35   | +19.320      | 9       | 1     |
| 11      | 7   | Jérôme d'Ambrosio      | Dragon Racing  | 35   | +20.229      | 20      |       |
| 12      | 5   | Maro Engel             | Venturi        | 35   | +22.314      | 17      |       |
| 13      | 3   | Nelson Piquet Jr.      | NextEV NIO     | 35   | +23.145      | 19      |       |
| 14      | 28  | António Félix da Costa | Andretti       | 35   | +34.786      | 15      |       |
| 15      | 88  | Oliver Turvey          | NextEV NIO     | 35   | +46.996      | 8       |       |
| 16      | 47  | Adam Carroll           | Jaguar         | 35   | +49.612      | 7       |       |
| Rit     | 6   | Loïc Duval             | Dragon Racing  | 26   | Elettronica  | 10      | 1     |
| Rit     | 37  | José María López       | Virgin-Citröen | 23   | Incidente    | 16      |       |
| Rit     | 23  | Nick Heidfeld          | Mahindra       | 13   | Sospensione  | 14      |       |
| SQ      | 9   | Sébastien Buemi        | e.Dams-Renault | 35   | Squalificato | 12      |       |
| Source: |     |                        |                |      |              |         |       |

### Gara 2

#### Qualifiche
| Pos.   | No. | Pilota                 | Team             | Tempo    | Distacco | Griglia |
| ------ | --- | ---------------------- | ---------------- | -------- | -------- | ------- |
| 1      | 19  | Felix Rosenqvist       | Mahindra         | 1:22.344 | —        | 1       |
| 2      | 2   | Sam Bird               | DS Virgin        | 1:22.559 | +0.215   | 2       |
| 3      | 25  | Jean-Éric Vergne       | Techeetah        | 1:22.769 | +0.425   | 3       |
| 4      | 23  | Nick Heidfeld          | Mahindra         | 1:23.041 | +0.697   | 4       |
| 5      | 11  | Lucas Di Grassi        | Audi Sport ABT   | 1:23.557 | +1.213   | 5       |
| 6      | 66  | Daniel Abt             | Audi Sport ABT   | 1:22.694 | —        | 6       |
| 7      | 7   | Nico Prost             | e.Dams-Renault   | 1:22.721 | +0.027   | 20      |
| 8      | 4   | Tom Dillmann           | Venturi          | 1:22.822 | +0.128   | 7       |
| 9      | 3   | Nelson Piquet Jr.      | NextEV NIO       | 1:22.972 | +0.278   | 8       |
| 10     | 33  | Stéphane Sarrazin      | Techeetah        | 1:23.057 | +0.363   | 9       |
| 11     | 7   | Jérôme d'Ambrosio      | Dragon Racing    | 1:23.058 | +0.364   | 10      |
| 12     | 37  | José María López       | DS Virgin Racing | 1:23.313 | +0.619   | 11      |
| 13     | 6   | Loïc Duval             | Dragon Racing    | 1:23.337 | +0.647   | 12      |
| 14     | 9   | Sébastien Buemi        | e.Dams-Renault   | 1:23.372 | +0.682   | 13      |
| 15     | 28  | António Félix da Costa | Andretti         | 1:23.635 | +0.951   | 14      |
| 16     | 27  | Robin Frijns           | Andretti         | 1:23.655 | +0.971   | 15      |
| 17     | 88  | Oliver Turvey          | NextEV NIO       | 1:23.709 | +1.025   | 16      |
| 18     | 20  | Mitch Evans            | Jaguar           | 1:23.755 | +1.071   | 17      |
| 19     | 5   | Maro Engel             | Venturi          | 1:23.811 | +1.126   | 18      |
| 20     | 47  | Adam Carroll           | Jaguar           | 1:24.024 | +1.339   | 19      |
| Fonte: |     |                        |                  |          |          |         |

#### Gara
| Pos.   | No. | Pilota                 | Team            | Giri | Tempo/Ritiro | Griglia | Punti |
| ------ | --- | ---------------------- | --------------- | ---- | ------------ | ------- | ----- |
| 1      | 25  | Jean-Éric Vergne       | Techeetah       | 37   | 54:12.606    | 3       | 25    |
| 2      | 19  | Felix Rosenqvist       | Mahindra Racing | 37   | +0.896       | 1       | 21    |
| 3      | 37  | José María López       | DS Virgin       | 37   | +4.468       | 11      | 15    |
| 4      | 2   | Sam Bird               | DS Virgin       | 37   | +7.114       | 2       | 12    |
| 5      | 23  | Nick Heidfeld          | Mahindra        | 37   | +21.933      | 4       | 10    |
| 6      | 66  | Daniel Abt             | Audi Sport ABT  | 37   | +24.444      | 6       | 8     |
| 7      | 11  | Lucas Di Grassi        | Audi Sport ABT  | 37   | +24.855      | 5       | 6     |
| 8      | 33  | Stéphane Sarrazin      | Techeetah       | 37   | +26.038      | 9       | 4     |
| 9      | 7   | Jérôme d'Ambrosio      | Dragon Racing   | 37   | +28.282      | 10      | 2     |
| 10     | 4   | Tom Dillmann           | Venturi         | 37   | +28.591      | 7       | 1     |
| 11     | 9   | Sébastien Buemi        | e.Dams-Renault  | 37   | +35.170      | 13      |       |
| 12     | 20  | Mitch Evans            | Jaguar          | 37   | +36.548      | 17      |       |
| 13     | 27  | Robin Frijns           | Andretti        | 37   | +36.826      | 15      |       |
| 14     | 47  | Adam Carroll           | Jaguar          | 37   | +36.972      | 19      |       |
| 15     | 28  | António Félix da Costa | Andretti        | 37   | +39.720      | 14      |       |
| 16     | 3   | Nelson Piquet Jr.      | NextEV NIO      | 37   | +46.751      | 8       |       |
| 17     | 5   | Oliver Turvey          | NextEV NIO      | 37   | +49.116      | 16      |       |
| 18     | 5   | Maro Engel             | Venturi         | 37   | +1:33.530    | 18      |       |
| 19     | 6   | Loïc Duval             | Dragon Racing   | 34   | Incidente    | 12      |       |
| Rit    | 8   | Nico Prost             | e.Dams-Renault  | 32   | Ritirato     | 20      | 1     |
| Fonte: |     |                        |                 |      |              |         |       |

## Classifiche

### Piloti
| +/– | Pos | Pilota           | Punti     |
| --- | --- | ---------------- | --------- |
| 1   | 1   | Lucas Di Grassi  | 175       |
| 1   | 2   | Sébastien Buemi  | 157 (–18) |
| 1   | 3   | Sam Bird         | 110 (–65) |
| 1   | 4   | Felix Rosenqvist | 106 (–69) |
| 1   | 5   | Jean-Éric Vergne | 92 (–83)  |

### Costruttori
| +/– | Pos | Constructor       | Points     |
| --- | --- | ----------------- | ---------- |
|     | 1   | e.Dams-Renault    | 267        |
|     | 2   | Audi Sport ABT    | 234 (–33)  |
|     | 3   | Mahindra          | 184 (–83)  |
|     | 4   | Virgin-Citröen    | 163 (–104) |
|     | 5   | Techeetah-Renault | 127 (–140) |

## Altre gare
- E-Prix di New York 2017
- E-Prix di Hong Kong 2017